# Ramsbeek

Panorama van Ramsbeek ter hoogte van de Apedijk

De Ramsbeek is een beek die ontspringt in het Ellewicker Feld, net over de grens in Duitsland, en daarnaast wordt gevoed door de Veengoot en het Zwillbrocker Venn. De waterloop stroomt langs Zwilbroek en Holterhoek en mondt ter hoogte van de Mallumse Molen bij Eibergen uit in de Berkel. Het heeft voornamelijk de functie van afwateringsbeek van de omliggende gebieden. Dankzij de aanleg van vistrappen heeft de beek, samen met de Afwatering Zuid Rekken ook de functie van bypass voor vissen.  

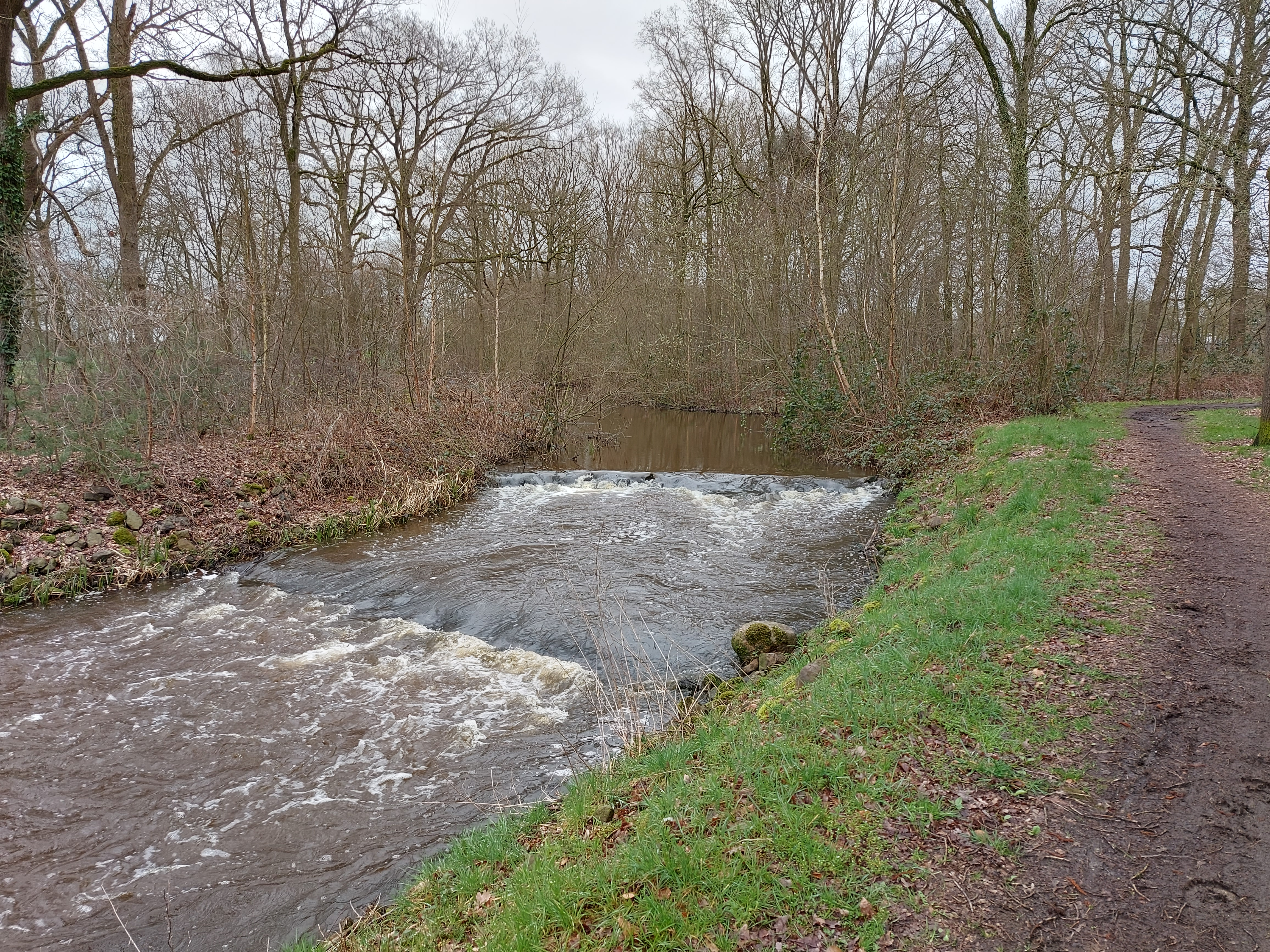
De Ramsbeek bij de Apedijk

Voor het regelen van het waterpeil heeft de Ramsbeek 6 vaste stuwen en 1 regelbare stuw. 
In het verleden was De Marke van de Ramsbeek een bijzonder houtrijk gebied.  

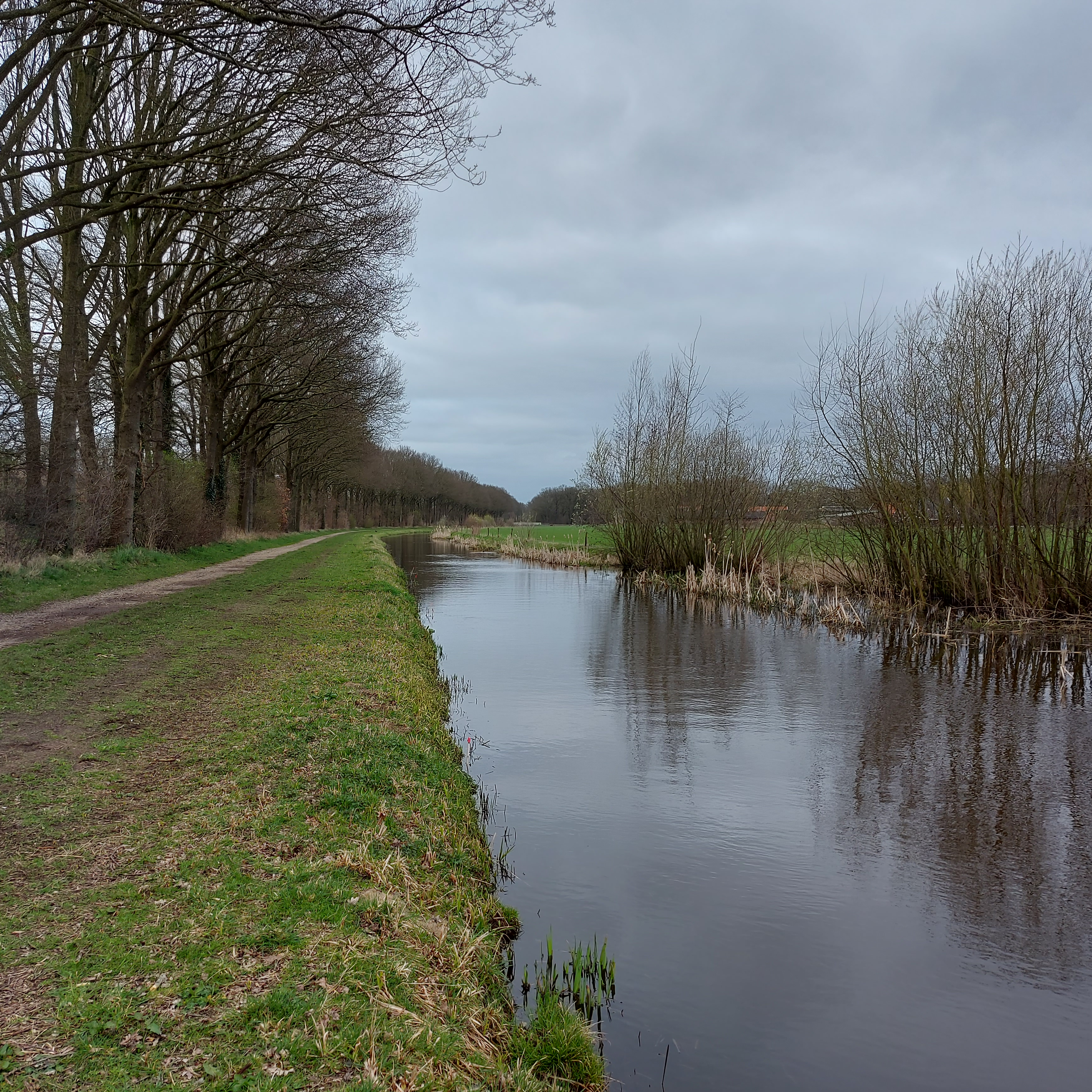
De Ramsbeek bij Eibergen. Het waterpeil is hier vrij hoog.